# Paulus (Mendelssohn)
Paulus, op. 36 (MWV A 14), ist das erste der beiden vollendeten Oratorien von Felix Mendelssohn Bartholdy. Es behandelt Leben und Wirken des Apostels Paulus. 

## Geschichte
Der Frankfurter Cäcilien-Verein gab Mendelssohn 1831 vor seiner großen Reise nach Paris ein Paulus-Oratorium in Auftrag. 1832 begann er die Arbeit nach seiner Rückkehr nach Berlin. Inspiriert von Bach und Händel, wünschte Mendelssohn sich von seinem Freund Julius Schubring einen Text aus Bibelworten sowie die Einbeziehung von Chorälen „aus dem Gesangsbuch […] ganz in der Art der Bachschen Passion“ (Brief an Julius Schubring, 22. Dezember 1832).
Adolf Bernhard Marx, der auch an dem Werk beteiligt war, hatte Einwände dagegen, bezeichnete die Choräle als verfehlt, doch Mendelssohn blieb bei seinem Vorhaben. 1834 war der Text fertig, so dass Mendelssohn mit der Komposition beginnen konnte. Er wurde jedoch bis zur geplanten Uraufführung im Frühjahr 1836 nicht fertig. Stattdessen fand sie einige Wochen später zu Pfingsten beim 18. Niederrheinischen Musikfest 1836 in Düsseldorf in der Tonhalle statt. Mendelssohn überarbeitete danach das Werk noch einmal für den Druck. In dieser endgültigen Fassung wurde es in englischer Sprache als St. Paul im Oktober 1836 in Liverpool aufgeführt. In den folgenden achtzehn Monaten wurde es auch beim Birmingham Triennial Music Festival und insgesamt über 50 weitere Male dargeboten.

## Inhalt und Aufbau
Mendelssohn traf eine gezielte Auswahl darüber, welche Szenen er in seinen Paulus hineinnehmen wollte. Das Oratorium, in zwei Teile gegliedert, beschreibt den Werdegang vom Saulus zum Paulus, wobei der erste Teil seine Verfolgung der Christen (Märtyrertod des Stephanus durch Steinigung) schildert und das Damaskuserlebnis der Erscheinung Christi. Der zweite Teil erzählt von seiner Arbeit als Missionar und von den damit verbundenen Gefahren. 
Dass Mendelssohn dramatisch besonders wertvolle Szenen, wie die im Kerker von Philippi und die des Tribunals von Caesarea, nicht verwendet hat, wurde oft bedauert, doch ging es ihm wahrscheinlich eher um die Umsetzung und Erzählung der Apostelgeschichte als um die Darstellung von Paulus als Persönlichkeit.  Im zweiten Teil kommt der Ton dem einer Predigt sehr nahe. Im Schlusschor zieht Mendelssohn das Fazit, dass nicht nur Paulus die Gerechtigkeit Gottes durch seine Standhaftigkeit erfährt, „sondern alle, die seine Erscheinung lieben“. Somit stellt das Oratorium auch eine Aufforderung zur Bekehrung dar.

## Inhalt
(in numerischer Reihenfolge)
Erster Teil

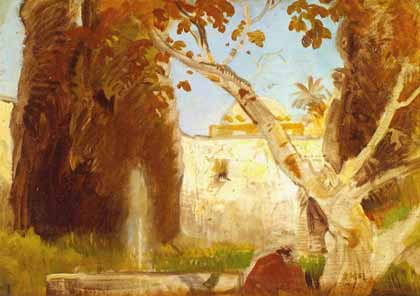
Szenenentwurf Stephanus von Oswald Achenbach, 1870

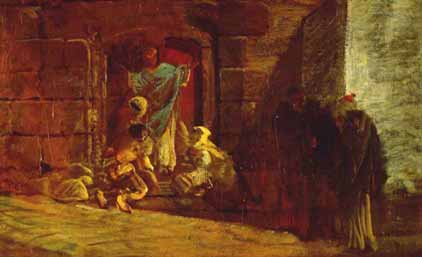
Szenenentwurf Tempel von Oswald Achenbach, 1870

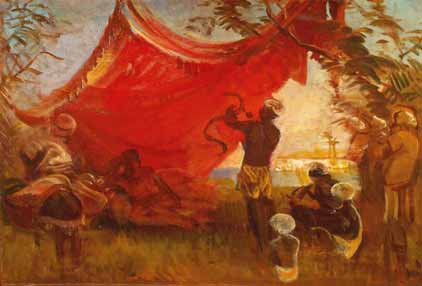
Szenenentwurf Ananias von Oswald Achenbach, 1870

1. Ouvertüre (Thema von Nr. 16 und Fuge)
2. Chor („Herr, der du bist der Gott“)
3. Choral („Allein Gott in der Höh sei Ehr“)
4. Rezitativ und Duett („Die Menge der Gläubigen war ein Herz“ / „Wir haben ihn gehört“ / „Und bewegten das Volk“)
5. Chor („Dieser Mensch hört nicht auf zu reden Lästerworte“)
6. Rezitativ mit Chor („Und sie sahen auf ihn alle“ / „Weg, weg mit dem“)
7. Arie („Jerusalem! Die du tötest die Propheten“)
8. Rezitativ und Chor („Sie aber stürmten auf ihn ein“ / „Steiniget ihn! Er lästert Gott!“)
9. Rezitativ und Choral („Und sie steinigten ihn“ / „Dir, Herr, dir will ich mich ergeben“)
10. Rezitativ („Und die Zeugen legten ab ihre Kleider“)
11. Chor („Siehe! Wir preisen selig, die erduldet haben“)
12. Rezitativ und Arie („Saulus aber zerstörte die Gemeinde“ / „Vertilge sie, Herr Zebaoth!“)
13. Rezitativ und Arioso („Und zog mit einer Schar gen Damaskus“ / „Doch der Herr vergisst die seinen nicht“)
14. Rezitativ mit Chor („Und als er auf dem Wege war“ / „Saul! Was verfolgst du mich?“)
15. Chor („Mache dich auf! Werde Licht!“)
16. Choral („‚Wachet auf!‘ ruft uns die Stimme“)
17. Rezitativ („Die Männer aber, die seine Gefährten waren“)
18. Arie („Gott, sei mir gnädig nach deiner Güte“)
19. Rezitativ („Es war aber ein Jünger zu Damaskus“)
20. Arie mit Chor („Ich danke dir, Herr, mein Gott“ / „Der Herr wird die Tränen von allen Angesichtern abwischen“)
21. Rezitativ („Und Ananias ging hin“)
22. Chor („O welch eine Tiefe des Reichtums der Weisheit und Erkenntnis Gottes!“)

Zweiter Teil
1. Chor („Der Erdkreis ist nun des Herrn“)
2. Rezitativ („Und Paulus kam zu der Gemeinde“)
3. Duettino („So sind wir nun Botschafter an Christi statt“)
4. Chor („Wie lieblich sind die Boten, die den Frieden verkündigen“)
5. Rezitativ und Arioso („Und wie sie ausgesandt vom heiligen Geist“ / „Lasst uns singen von der Gnade des Herrn“)
6. Rezitativ und Chor („Da aber die Juden das Volk sahen“ / „So spricht der Herr: ich bin der Herr“ / „Und stellten Paulus nach“)
7. Chor und Choral („Ist das nicht, der zu Jerusalem verstörte alle?“ / „O Jesu Christe, wahres Licht“)
8. Rezitativ („Paulus aber und Barnabas sprachen“)
9. Duett („Denn also hat der Herr geboten“)
10. Rezitativ („Und es war ein Mann zu Lystra“)
11. Chor („Die Götter sind den Menschen gleich geworden!“)
12. Rezitativ („Und nannten Barnabas Jupiter und Paulus Mercurius“)
13. Chor („Seid uns gnädig, hohe Götter!“)
14. Rezitativ, Arie und Chor („Da das die Apostel hörten“ / „Wisset ihr nicht?“ / „Aber unser Gott ist im Himmel“)
15. Rezitativ („Da ward das Volk erreget wider sie“)
16. Chor („Hier ist des Herren Tempel“ / „Steiniget ihn! Er lästert Gott!“)
17. Rezitativ („Und sie alle verfolgten Paulus auf seinem Wege“)
18. Cavatine („Sei getreu bis in den Tod“)
19. Rezitativ („Paulus sandte hin und ließ fordern die Ältesten“)
20. Chor und Rezitativ („Schone doch deiner selbst“ / „Was machet ihr, dass ihr weinet?“)
21. Chor („Sehet, welch eine Liebe hat uns der Vater erzeiget“)
22. Rezitativ („Und wenn er gleich geopfert wird“)
23. Schlusschor („Nicht aber ihm allein, sondern allen, die seine Erscheinung lieben“)